# اشتون چن
اشتون چن (انگلیسی: Ashton Chen؛ زادهٔ ۶ ژانویهٔ ۱۹۸۸) بازیگر و رزمی‌کار اهل چین است.
از فیلم‌ها یا مجموعه‌های تلویزیونی که وی در آن‌ها نقش داشته است، می‌توان به ایپ من ۲ اشاره نمود.